# Castello di Zumaglia
Il castello di Zumaglia è un edificio di origine medievale del Biellese. Si trova sulla cima del Brich di Zumaglia (669 m s.l.m.), circondato da un vasto parco con folta vegetazione, al confine tra i territori comunali di Zumaglia e Ronco Biellese.
Il toponimo Zumaglia deriva da zumaja, un termine biellese che significa mammella, e si riferisce a come il Brich e la collina gemella del Monte Prevè appaiono se viste da lontano.

## Storia
Il castello risale al 1291 e fu edificato su una precedente costruzione.
La fortezza fu potenziata intorno al 1329 su disposizione del vescovo di Vercelli Lombardo della Torre, signore della zona.
Il castello venne poi distrutto nel 1556 a causa di un bombardamento delle truppe di Enrico II di Francia e ricostruito solo quattro secoli dopo, nel 1937, per opera del conte Vittorio Buratti.
Attorno all'edificio fu allestito un parco e sono tuttora presenti alberi di specie rare o esotiche anche di notevoli dimensioni.
 
Nell'area circostante è stata istituita nel 1995 l'Area attrezzata Brich di Zumaglia e Mont Prève.

## Fruizione

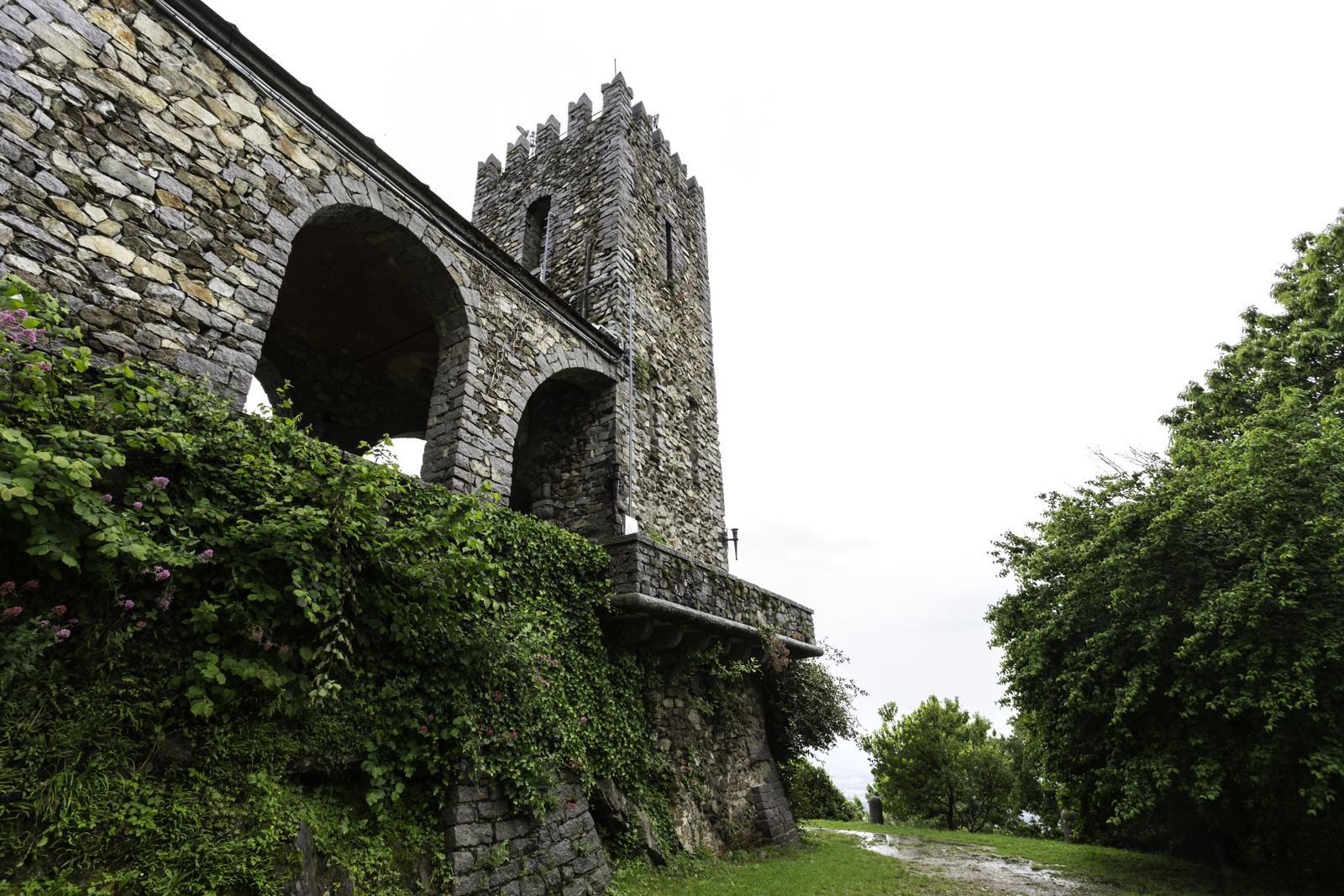
Brich di Zumaglia

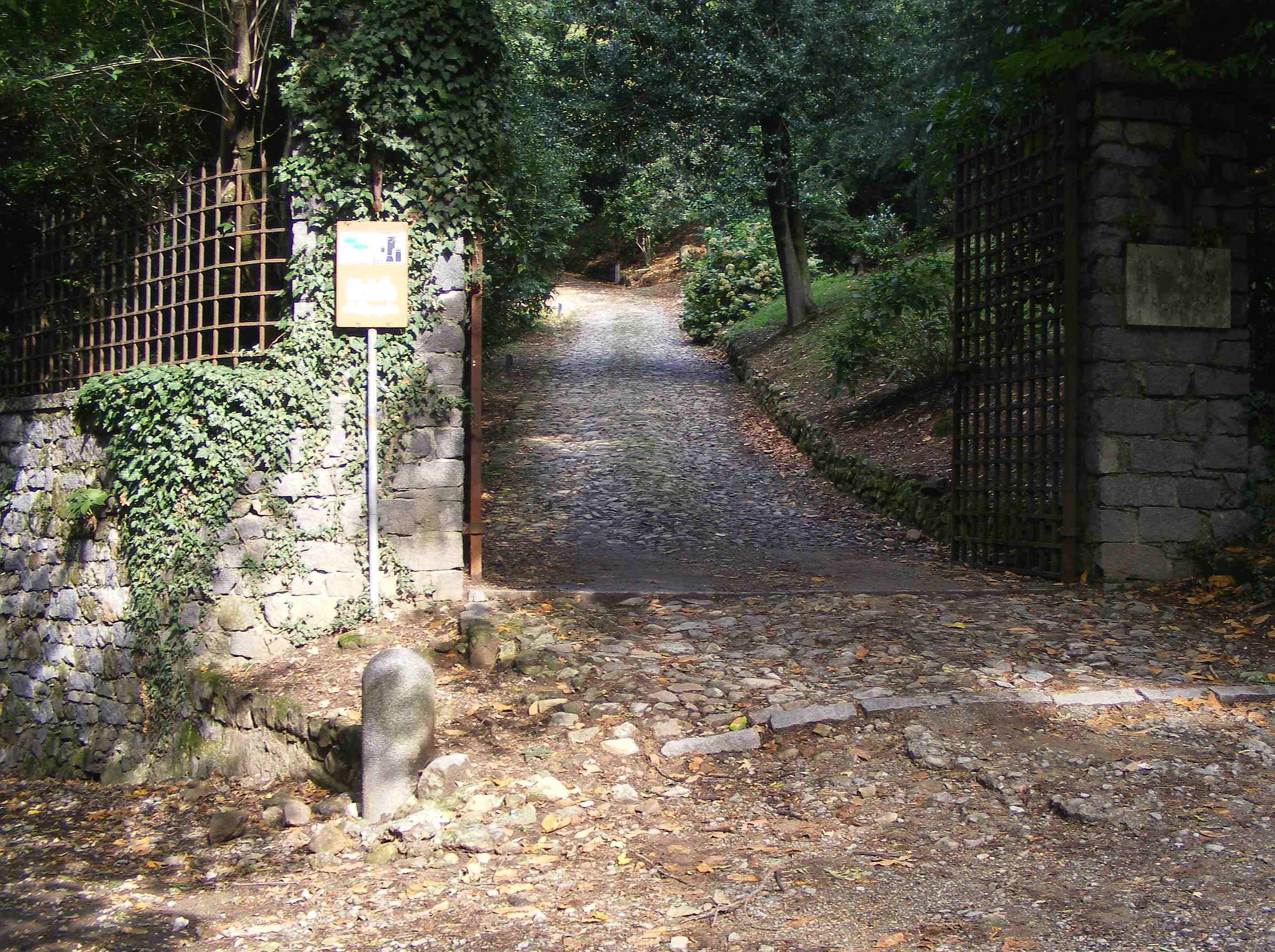
L'ingresso del parco

L'edificio è facilmente raggiungibile a piedi da 2 strade acciottolate e una sterrata che salgono o dal centro sportivo di Ronco Biellese o dalla sella che separa il Brich di Zumaglia dal vicino Mont Prevè, dove si trova un parcheggio con capienza di circa 30-35 auto. Si sale fino all'altezza di 669 m s.l.m. dove si vede il biellese a 360°.
Per il Brich di Zumaglia transita anche la GtB (Grande traversata del Biellese), un lungo itinerario escursionistico che percorre a quote medio-basse tutta la provincia di Biella.
Il castello, gestito da giugno 2013 da a.r.s. Teatrando  (società teatrale), viene utilizzato per eventi, mostre, ricevimenti, musica e attività culturali tra le quali una rassegna estiva di teatro itinerante della compagnia stessa, articolata in stazioni allestite lungo le sue mura e su tutto il territorio del parco.